# Циммерман, Бейли
Бейли Циммерман (Bailey Lynn Zimmerman; род. 27 января 2000 года) — американский кантри-музыкант, певец и автор песен. В 2022 году в американский хит-парад вошли его синглы «Fall in Love» и «Rock and a Hard Place», которые достигли первого места в чарте Billboard Country Airplay и оба получили платиновый статус в США. Его дебютный альбом Religiously. The Album. был выпущен 12 мая 2023 года и получил платиновый сертификат в Канаде.

## Биография
Бейли Линн Циммерман родился 7 января 2000 года в Луисвилле, штат Иллинойс. До того как заняться музыкой, он работал на мясокомбинате и на газопроводе.
После первоначального релиза в феврале 2022 году песня «Fall in Love» достигла 31-го места в чарте Billboard Hot 100 в августе. За ней последовали дополнительные синглы «Rock and a Hard Place» и «Where It Ends» в июне и августе 2022 года, соответственно. Благодаря успеху этих песен Циммерман подписал контракты с Warner Music Nashville и Elektra Records, причем песня «Fall in Love» впоследствии попала в чарт радиостанции формата кантри.
Циммерман выпустил свой дебютный мейджор-лейбл проект мини-альбом Leave the Light On 14 октября 2022 года. Он дебютировал в первой десятке чартов Billboard 200 и Canadian Albums. В результате высокого спроса Циммерман продлил свой хедлайнерский тур по США на осень 2022 года, а канадский кантри-музыкант Джош Росс открыл его концерты в начале 2023 года.
17 марта 2023 года Циммерман объявил о своем предстоящем дебютном альбоме Religiously. The Album., который был выпущен 12 мая 2023 года. В поддержку альбома он проведет концертный тур «Religiously: The Tour» по Соединенным Штатам, Великобритании и Ирландии в 2024 году, а Джош Росс присоединится к нему в качестве открывающего шоу артиста. Четыре сингла с альбома возглавили кантри-чарт Country Airplay: «Fall in Love», «Rock and a Hard Place», «Religiously» и «Where It Ends», а первые два получили платиновую сертификацию в США.

## Дискография
Дискография Бейли Циммермана включает, в том числе, следующие релизы:

### Студийные альбомы
| Название                | Детали | Высшая позиция | Высшая позиция | Высшая позиция | Высшая позиция | Сертификации                     |
| Название                | Детали | US             | US Country     | AUS            | CAN            | Сертификации                     |
| ----------------------- | --- | -------------- | -------------- | -------------- | -------------- | -------------------------------- |
| Religiously. The Album. | - Датат релиза: 12 мая 2023 - Лейбл: Warner Music Nashville - Форматы: CD, кассета, винил, цифровые загрузки, стриминг | 7              | 3              | 25             | 8              | - RIAA: Платина - MC: 2× Платина |

## Награды и номинации
| Год  | Ассоциация                       | Категория                           | Работа                  | Результат | Ref |
| ---- | -------------------------------- | ----------------------------------- | ----------------------- | --------- | --- |
| 2023 | CMT Music Awards                 | Male Breakthrough Video of the Year | «Fall in Love»          | Номинация |     |
| 2023 | CMT Music Awards                 | Male Video of the Year              | «Rock and a Hard Place» | Номинация |     |
| 2023 | Academy of Country Music Awards  | New Male Artist of the Year         | Bailey Zimmerman        | Номинация |     |
| 2024 | CMT Music Awards                 | Male Video of the Year              | «Religiously»           | Номинация |     |
| 2024 | Country Music Association Awards | New Artist of the Year              | Bailey Zimmerman        | Номинация |     |